# Brňany (Vyškov)

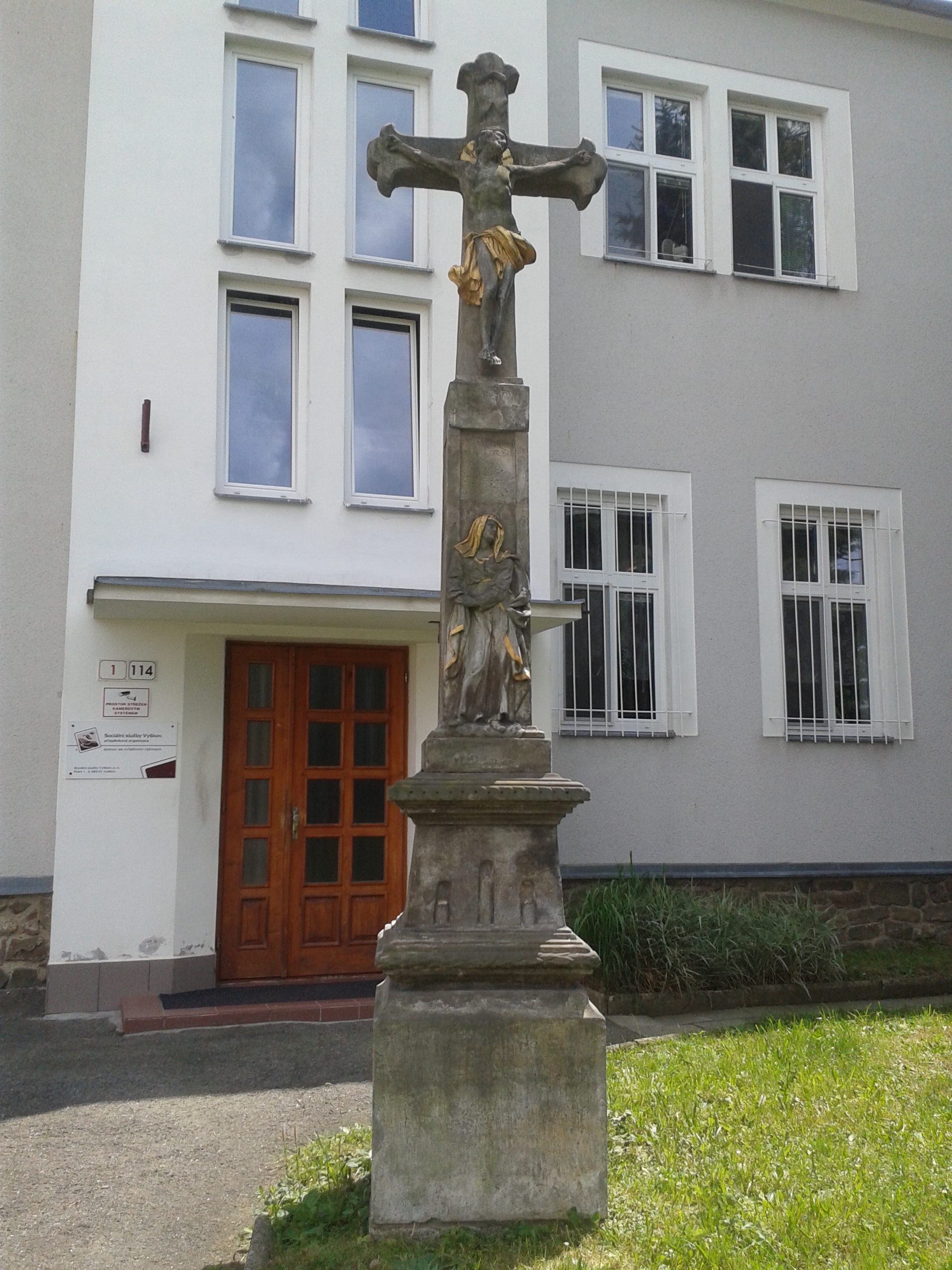
Flurkreuz in der Čvrtničkova ul.

Brňany (deutsch Bründlitz, 1939–45 Brindlitz) ist ein Ortsteil von Vyškov in Tschechien. Er liegt südöstlich des Stadtzentrums von Vyškov und gehört zum Okres Vyškov.

## Geographie
Brňany befindet sich in der Vyškovská brána (Wischauer Tor). Das Dorf erstreckt sich rechtsseitig des Baches Rostěnický potok – dem hier die Drnůvka zufließt – bis zu dessen Mündung in die Haná. Am nördlichen Ortsrand verläuft die Staatsstraße II/431 zwischen Vyškov und Bučovice, südlich die Autobahn D 1. Gegen Südwesten liegen die Teiche Kačenec I und II.
Nachbarorte sind Vyškov-Předměstí im Norden, Křečkovice im Nordosten, Sídliště kpt. Jaroše im Osten, Moravské Prusy und Vážany im Südosten, Zouvalka, Terešov, Dvorek und Hlubočany im Süden, Rostěnice im Südwesten, Nouzka im Westen sowie Vyškov-Město im Nordwesten.

## Geschichte

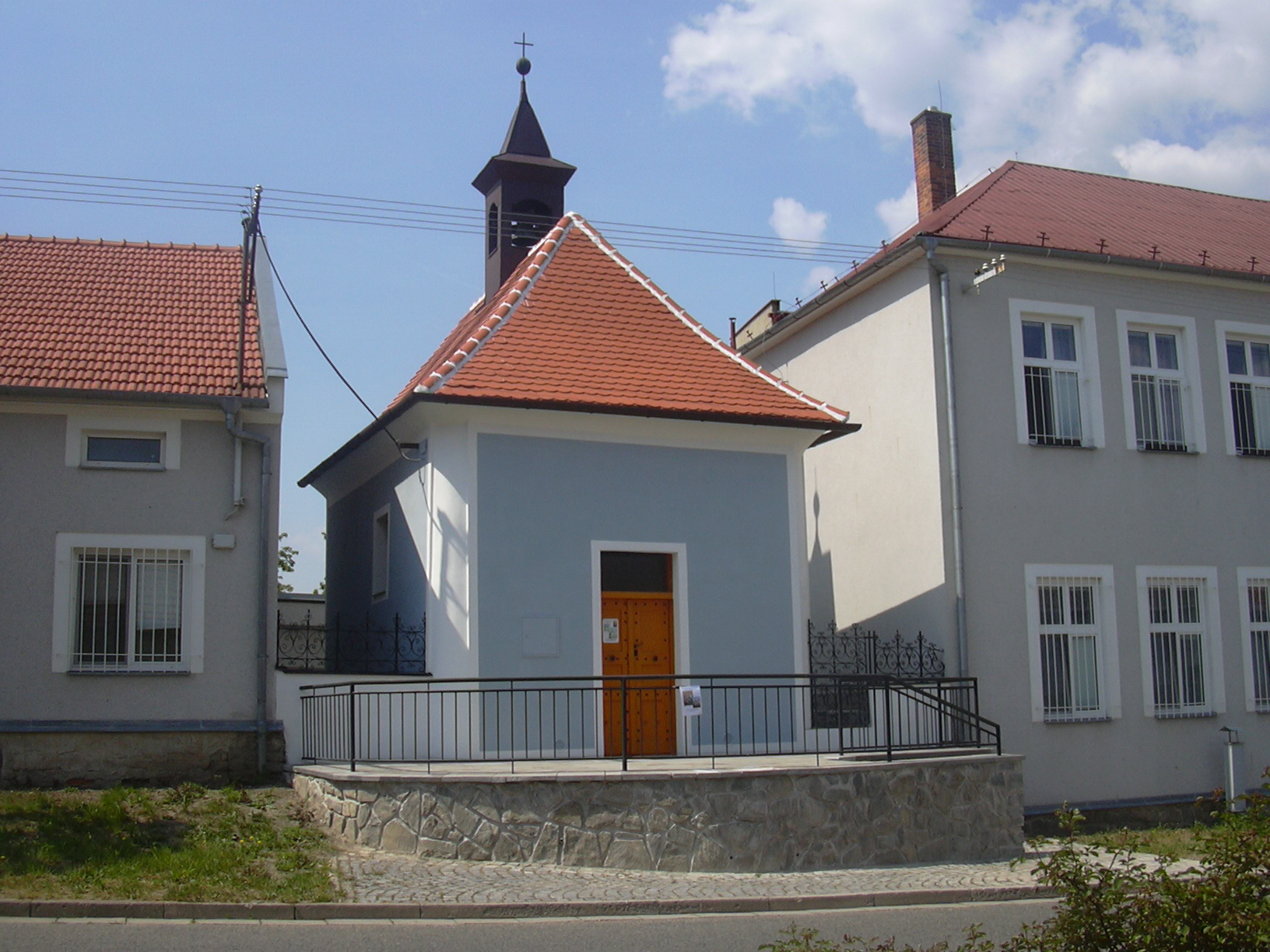
Kapelle des hl. Michael

Die erste urkundliche Erwähnung von Brennan erfolgte 1267, als Radslav von Želeč elf Lahn in dem Dorf an Bischof Bruno von Schauenburg verkaufte. Zehn Jahre später reichte Bischof Bruno das Dorf Brunnaz – mit Ausnahme des Teiches und der Mühle, die er für sich behielt – dem Burggrafen Milotas von Dědice, Dietrich Stange, als Lehen. Die Kirche des hl. Michael entstand wahrscheinlich im 14. Jahrhundert; im 15. Jahrhundert wurde sie zur Pfarrkirche erhoben. Bischof Paul von Miličin und Talmberg ließ unterhalb des alten Teiches einen weiteren mit zwei Fischhältern anlegen; der obere und der untere Teich sind im Urbar von 1450 aufgeführt. Nachdem die Pfarre Brňany im 16. Jahrhundert erlosch, wurde die St.-Michaels-Kirche der Wischauer Pfarre als Tochterkirche unterstellt. Beide Teiche wurden am Übergang vom 18. zum 19. Jahrhundert trockengelegt. Der Friedhof um die Kirche wurde 1789 aufgehoben; die St.-Michaels-Kirche selbst wurde 1806 abgebrochen und an ihrer Stelle eine Kapelle errichtet.
Im Jahre 1834 bestand das im Brünner Kreis gelegene Dorf Bründlitz bzw. Brňan aus 78 Häusern mit 430 mährischsprachigen Einwohnern. Haupterwerbsquelle war die Landwirtschaft. Im Ort gab es die St.-Michaels-Kapelle sowie ein herrschaftliches, emphyteutisch überlassenes Wirtshaus. Pfarr- und Schulort war Wischau. Bis zur Mitte des 19. Jahrhunderts blieb Bründlitz der erzbischöflichen Herrschaft Wischau untertänig.
Nach der Aufhebung der Patrimonialherrschaften bildete Brňany / Bründlitz ab 1850 eine Gemeinde im Gerichtsbezirk Wischau. Am 13. Juni 1857 brannte das gesamte Dorf nieder. Ab 1869 gehörte Brňany zum Bezirk Wischau; zu dieser Zeit hatte das Dorf 515 Einwohner und bestand aus 80 Häusern. Im Jahre 1900 lebten in Brňany 508 Personen; 1910 waren es 598. Nach dem Ersten Weltkrieg zerfiel der Vielvölkerstaat Österreich-Ungarn, das Dorf wurde 1918 Teil der neu gebildeten Tschechoslowakischen Republik. Beim Zensus von 1921 lebten in den 113 Häusern von Brňany 620 Personen, darunter 618 Tschechen. 1930 bestand Brňany aus 115 Häusern und hatte 543 Einwohner. Von 1939 bis 1945 gehörte Brňany / Brindlitz zum Protektorat Böhmen und Mähren. 1942 wurde Brňany nach Wischau zwangseingemeindet. Nach dem Ende des Zweiten Weltkrieges wurden im Jahre 1945 die alten Verwaltungsstrukturen und damit auch die Gemeinde Brňany wiederhergestellt. 1949 erfolgte die erneute Eingemeindung nach Vyškov. Im Jahre 1950 hatte Brňany 555 Einwohner und war auf 157 Häuser angewachsen. Der Katastralbezirk Brňany wurde 1965 aufgehoben und sein Gebiet dem Katastralbezirk Vyškov zugeschlagen. In 1970er Jahren begann eine starke Erweiterung von Brňany; das ehemalige Straßendorf hatte zu dieser Zeit aber bereits Vorstadtcharakter erlangt. Am Rostěnický potok wurden zu dieser Zeit die beiden Kačenec-Teiche als Wasserreservoire angelegt. 1980 standen 200 Häuser in Brňany und der Ort hatte 1810 Einwohner. Das Teilstück der Autobahn D 1 zwischen Brünn und Vyškov wurde zwischen 1988 und 1992 wurden fertiggestellt. Beim Zensus von 2001 lebten in den 309 Häusern von Brňany 2162 Personen.

## Ortsgliederung
Der Ortsteil Brňany besteht aus den Grundsiedlungseinheiten Brňany, Kačenec, Palánek und Pololány.
Brňany ist Teil des Katastralbezirkes Vyškov.

## Sehenswürdigkeiten

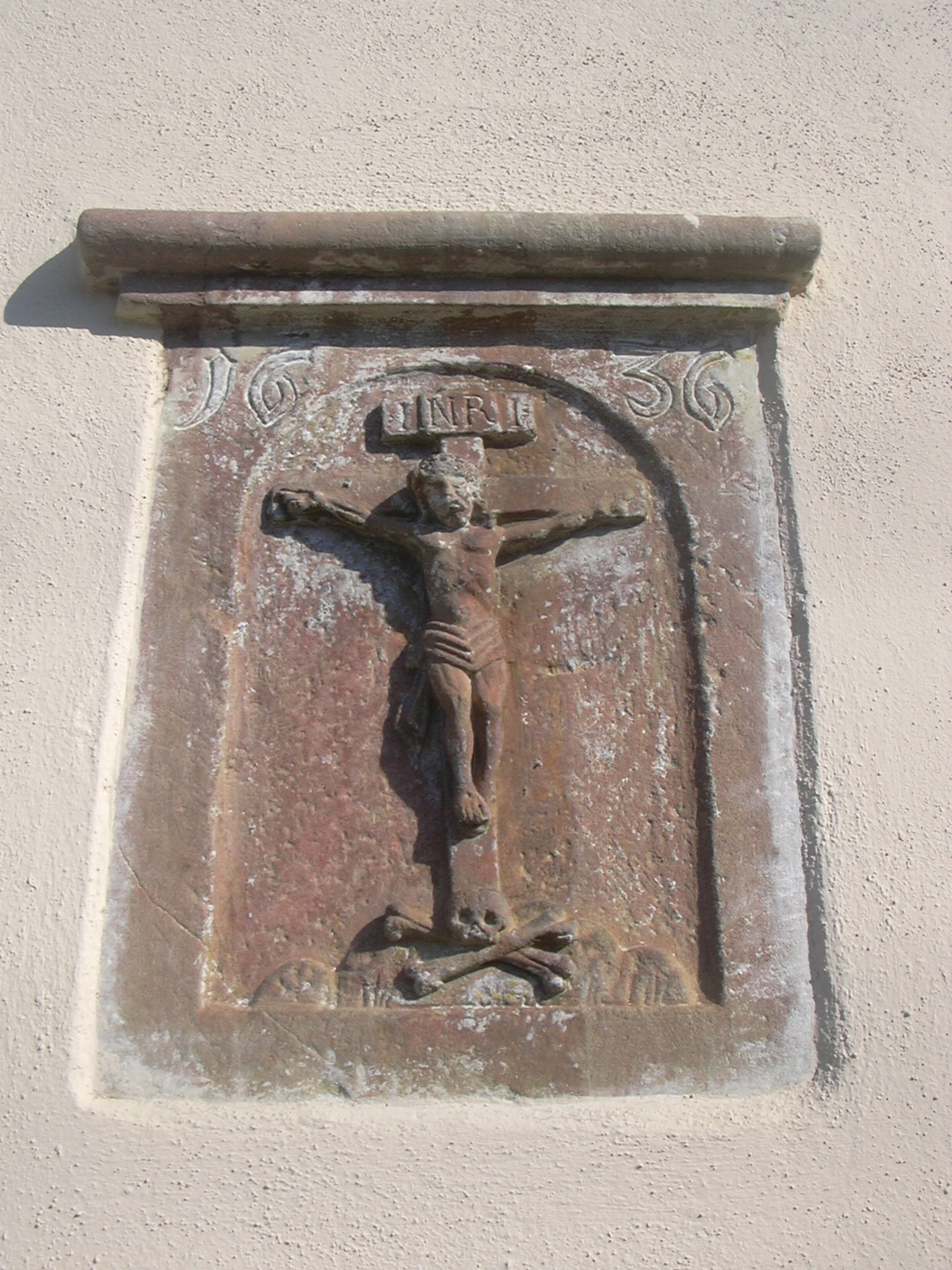
Relief am Haus Nr. 26

- Kapelle des hl. Michael, errichtet 1806 anstelle der alten Kirche. Sie wurde 2006 saniert.
- Relief des Gekreuzigten in der Wand des Hauses Nr. 26. Bis 1927 stand es auf einem Sockel in der Nähe des Hauses. Es trägt die Jahreszahl 1636 und war wahrscheinlich Teil eines auf einem Seuchengrab aufgestellten Marterls. Als ursprünglicher Standort wird die Lokalität Na sakrovci angesehen.
- Steinernes Flurkreuz aus dem Jahre 1880
- Steinernes Kreuz zum Gedenken an die Opfer des Ersten Weltkrieges, aufgestellt 1924